# 동호 (민족)
동호(중국어 간체: 东胡, 정체자: 東胡, 병음: DōngHú)는 기원전 7세기부터 기록에 등장하는 남몽골 동부와 서만주의 민족 집단의 명칭으로, 동쪽의 호(胡)족이라는 뜻이다. 
동호는 이후 흉노의 영향권에 들어갔다가 흉노가 쇠락한 이후 다시 선비족, 오환족 등으로 이어졌다.

## 기원
동호가 역사에 등장하는 시기가 모호하지만, 여러 가지 가설이 있다. 기원전 요서 지방에서 발생한 하가점 하층문화가 사라지고 단계적으로 거주한 인종들을 동호족이라고 불렀다고 보고 있다. 따라서 동호족이 하가점 상층문화에서 기원한 민족이라고 추정하고 있으나 확실하지 않다. 동호란 동쪽에 사는 이민족들을 뭉뚱그려 부르는 명칭이기 때문이다.
동호는 서만주 지역에 사는 민족들을 통틀어서 부르는 명칭으로 사용하는 언어 계통에 대해서는 기록이 부족하다. 하지만 확실한 것은 이들은 한족과는 다른 이질적이고 다른 언어, 문화를 가진 민족들이었고 그렇기 때문에 동쪽 이민족이라는 명칭으로서 동호라고 기록되었다는 것이다.

## 같이 보기
- 몽골계 민족
- 퉁구스계 민족
- 연나라
- 노관
- 진개